# رشيد الإدريسي
مولاي رشيد الإدريسي (1939 - 18 أكتوبر 1971) هو كيميائي ومهندس نووي مغربي. اكتسب شهرة كبيرة بعد عمله في استخراج اليورانيوم من الفوسفات، حيث اكتشف كمية كبيرة من اليورانيوم في الفوسفات المغربي. وبعد وقت قصير من هذا الاكتشاف، توفي في حادث سير بالقرب من الرباط، ولا تزال ظروف وقوعه مثيرة للجدل.

## النشأة والتعليم

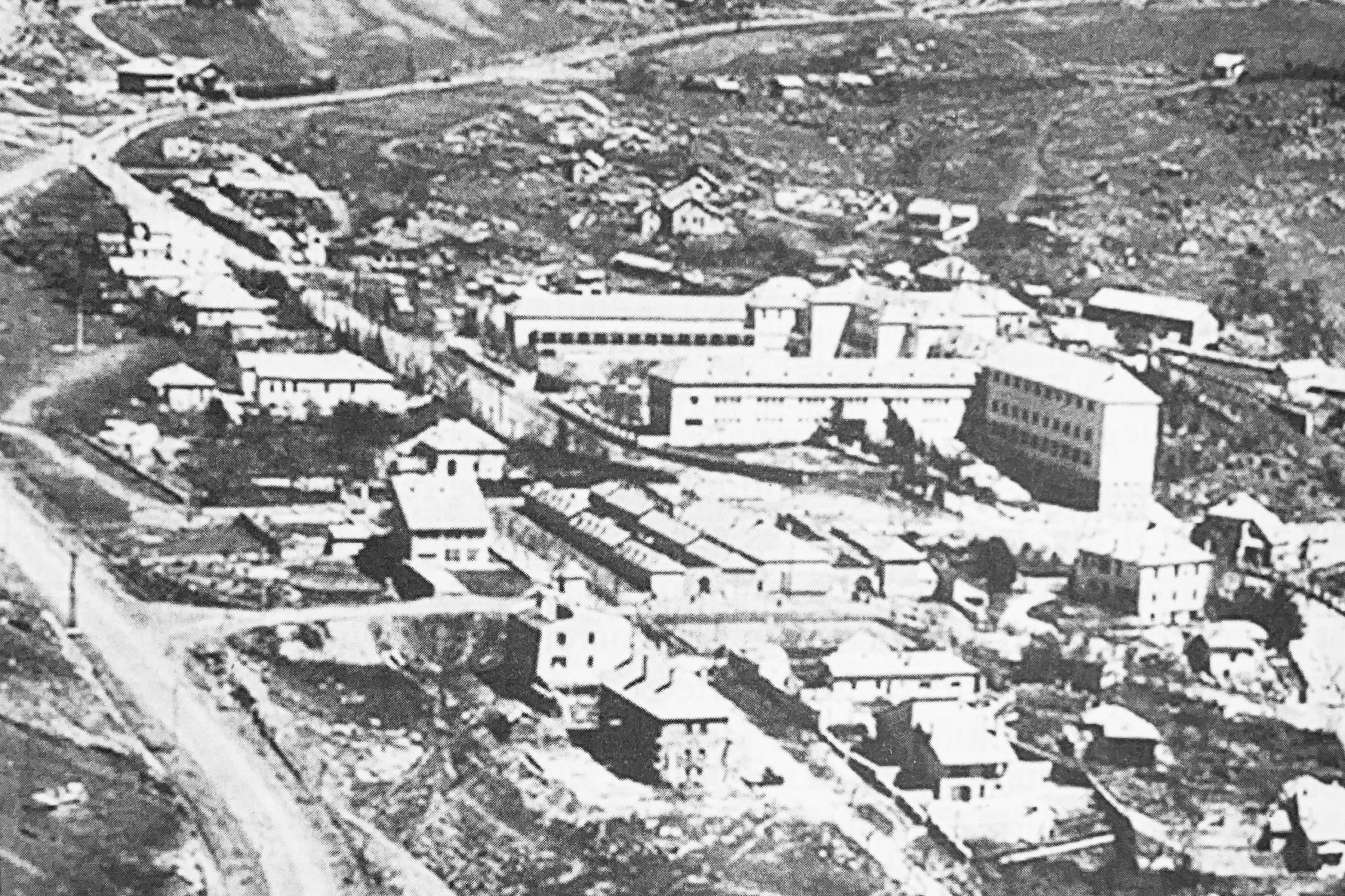
ثانوية طارق بن زياد حيث درس الإدريسي، أخذت في سنة 1930

ولد مولاي رشيد الإدريسي سنة 1939 بدوار أولاد بحلو قرب مدينة أوطاط الحاج قرب تازة. وهو ينحدر من سلالة الإدريسيين.
درس في المدينة طوال المرحلة الابتدائية حيث حصل على شهادة التعليم الابتدائي قبل الدراسة في ثانوية طارق بن زياد. وبعد حصوله على الباكالوريا العلمية من الكلية انتقل إلى الرباط وواصل دراسته في الكيمياء. 
عمل الإدريسي في شبابه في مشاريع التنمية في أوطاط الحاج، بالتنسيق مع اليونسكو لبناء دار للشباب في القرية. كما عمل على إنشاء تعاونية زراعية بالقرب من نهر ملوية ومدرسة إعدادية في القرية. في عام 1970، أقام الإدريسي حفلًا ووزع الجوائز على الطلاب المتفوقين.
وبمساعدة زميله محمد شفيق، تابع الإدريسي دراسته في فرنسا. حصل على درجة الدكتوراه في الكيمياء النووية سنة 1970 من كلية العلوم بجامعة باريس بعد أن أجرى أبحاثاً تتعلق بالفلورة المحبة للإلكترون لثنائي أكسيد اليورانيوم في مفاعل زوي في فونتيناي أوروز. حصل أيضًا على درجة في الهندسة الكيميائية من المعهد الوطني للعلوم والتكنولوجيا النووية في ساكلاي.

## المسيرة العلمية
طوال مسيرته المهنية، رفض العروض المقدمة له من المختبرات الأجنبية وغيرها من الأطراف. وبعد عودته إلى المغرب، اكتسب الإدريسي اهتمامًا بالسياسة وكان نقابيًا متحمسًا وتبنى الفكر العالمي الثالث. أصبح ناشطًا مجتمعيًا وسياسيًا مع حزب الاتحاد الاشتراكي للقوات الشعبية.
ثم أصبح أستاذًا في مدرسة المحمدية للهندسة وانتقل إلى آسفي، حيث أجرى أبحاثًا في عدد من المختبرات في أواخر الستينيات. ركز مجال بحثه على استخلاص اليورانيوم من الفوسفات، والذي كان أكبر صادرات المغرب. أثناء بحثه، قام برسم خريطة لحوض جانتور وتقسيم اليورانيوم الخاص به.
وفي عام 1968، اكتشف كمية كبيرة من اليورانيوم في الفوسفات المغربي، وأعلن عن ذلك للصحافة المحلية. وقد قدر الإدريسي أنه من الممكن استخراج حوالي 72 ألف طن من اليورانيوم سنويًا كمنتج ثانوي منخفض التكلفة من الفوسفات المغربي. وأشادت وسائل الإعلام باكتشافه، وقام بتزويد الوكالة الدولية للطاقة الذرية بالبيانات المتعلقة بنتائجه.

## الوفاة
توفي رشيد الإدريسي في 18 أكتوبر 1971، في سلا في حادث سيارة بعد أن صدمته شاحنة على الطريق الوطني رقم 15 أثناء عبوره جسر أبو رقراق من الرباط في طريقه إلى أوطاط الحاج. أثار موته المفاجئ على الفور شكوكًا حول احتمال تعرضه لاغتيال سياسي. دفن بمقبرة دوار الشاهدة، بالقرب من مدينته أوطاط الحاج.
وفي كلمة ألقاها في جنازته، قال المهندس محمد آيت قدور، أحد زملاء الإدريسي، إنه كان ضحية "تورطه في إقامة مشروع دفاعي في العالم العربي انطلاقاً من امتلاكه للعلم والمعرفة والقدرة". وألقى أحد العلماء في مسقط رأس الإدريسي، الحاج محمد هرموش، باللوم في وفاته على "أطراف خارجية". وصرحت صحيفة الاتحاد الاشتراكي أن الإدريسي كان تحت مراقبة وكالات استخبارات أجنبية قبل وفاته، لكن هذا لا يزال غير مؤكد.